# Allora major
The Greater Peacock Awl (Allora major) là một loài bướm ngày thuộc họ Hesperiidae, được Rothschild miêu tả khoa học lần đầu tiên năm 1915. Người ta tìm thấy nhiều phụ loài ở New Guinea và các đảo lán cận, hay ở khu vực bán đảo Cape York, Úc.
Sải cánh dài khoảng 40mm đối với con đực và 50 mm đối với con cái.
Ấu trùng có thể ăn Corynocarpus cribbianus.

## Phụ loài
- Allora major major
- Allora major lectra Evans, 1949 (Schouten Island)
- Allora major talesia Evans, 1949 (New Britain)